# Collegio sindacale
Il collegio sindacale, in Italia, è un organo di vigilanza presente nelle società di capitali e cooperative. Un organo analogo è presente anche in alcuni enti pubblici, talvolta con lo stesso nome (come nelle aziende sanitarie locali), altre volte denominato collegio dei revisori dei conti (come nei comuni e nelle province).

## Disciplina normativa
Previsto dal codice civile italiano, è sempre obbligatorio nella società per azioni e nelle società in accomandita per azioni. Negli altri casi, per le società a responsabilità limitata, il collegio sindacale è facoltativo e può essere previsto nell'atto costitutivo.
Nelle società a responsabilità limitata, invece, ai sensi dell'art 2477 comma 3 c.c., è obbligatorio solo se:
1. la società non può redigere il bilancio in forma abbreviata perché supera i limiti previsti dall'art. 2435 bis del codice civile;
2. la società è obbligata a redigere il bilancio consolidato (cfr. d.lgs. 27.1.2010 attuativo della direttiva 2006/43/CE);
3. la società controlla società obbligate alla revisione legale (cfr. d.lgs. 27.1.2010 attuativo della direttiva 2006/43/CE).

Dopo la riforma del diritto societario di ciò al d.lgs 17 gennaio 2003, n. 6 qualunque società di capitali potrebbe adottare uno dei sistemi di controllo alternativi previsti dagli art. 2409 octies- 2409 noviesdecies del codice che non prevedono il collegio sindacale, sistema dualistico e sistema monistico, ma attualmente tali sistemi hanno scarsissima diffusione tra le società italiane.

## Composizione e durata
Secondo l'art 2397 c.c, il collegio sindacale si compone di 3 o 5 membri (detti sindaci), i primi eletti dall'atto costituivo. È possibile che lo stato o gli enti pubblici possano provvedere alla nomina dei sindaci. In caso di revoca o di dimissioni di un membro effettivo subentra in ordine di anzianità un supplente, mentre l'assemblea provvede alla nomina dei nuovi sindaci fino al ripristino del numero stabilito. I nuovi sindaci comunque durano in carica solo fino all'esaurimento del mandato dei sindaci che sono chiamati a sostituire. La durata in carica dei sindaci è inderogabilmente stabilita per tre esercizi.
La legge 13 dicembre 2010, n. 220 ha introdotto la possibilità del collegio sindacale monocratico (un solo sindaco, invece dei 3 precedentemente previsti) per le Srl di qualsiasi tipo.

## Requisiti dei componenti
Particolari norme sono previste a tutela dell'indipendenza dei sindaci stessi da coloro che sono soggetti al loro controllo. L'art. 2399 c.c. elenca una serie di cause di incompatibilità con l'ufficio di sindaco tra le quali rapporti di parentela, fino al quarto grado, e affinità con gli amministratori della società e delle società controllanti e controllate nonché rapporti di affari e di lavoro con le stesse società. Tali situazioni quando vengono a determinarsi dopo la nomina determinano l'automatica decadenza dall'incarico. Lo statuto può prevedere ulteriori restrizioni.
Importanti sono anche i requisiti professionali richiesti. I membri del collegio sindacale devono essere scelti tra gli iscritti nel registro dei revisori contabili o negli albi professionali individuati con decreto del Ministro della giustizia o devono essere professori universitari di ruolo in materie economiche o giuridiche. Almeno un sindaco effettivo e un supplente deve essere iscritto nel registro dei revisori contabili. La cancellazione da tali albi è causa di decadenza dall'incarico. Il d.lgs. 27 gennaio 2010, n. 39 ha apportato alcune modifiche circa la disciplina dei requisiti.

## Poteri e doveri
Il collegio sindacale deve riunirsi almeno ogni novanta giorni. Delle riunioni deve essere redatto un verbale sull'apposito libro delle adunanze e delle deliberazioni del collegio sindacale. Decade il sindaco che non partecipa senza giusta causa a due riunioni in un esercizio. Il collegio può deliberare se sono presenti la maggioranza dei componenti e le delibere sono approvate a maggioranza assoluta (art. 2404 c.c.). I sindaci devono assistere alle riunioni del Consiglio di amministrazione, del comitato esecutivo se esiste e alle assemblee sociali. La non partecipazione all'assemblea o a due riunioni consecutive del consiglio senza giusta causa è motivo di decadenza dall'ufficio (art. 2405 c.c.). I doveri sono fissati dall'art 2403 cc. Il più importante di questi che fa comprendere la funzione di vigilanza è quella di vigilare sull'adeguatezza dell'assetto organizzativo, amministrativo e contabile della società.
I sindaci sono retribuiti secondo quanto stabilisce l'assemblea all'atto della nomina. Possono richiedere informazioni agli amministratori e condurre ispezioni e controlli sui quali però sono tenuti al segreto nei confronti di terzi. Possono in caso di necessità convocare l'assemblea se ritengono necessario riferire su particolari fatti o se non vi provvedono gli amministratori. In caso di danno alla società rispondono in solido con gli amministratori se il danno si poteva evitare se essi avessero vigilato come previsto dalla legge. La società può avviare in tali casi un'azione di responsabilità anche contro i sindaci stessi (art. 2407 c.c.). Nelle società con azioni quotate il collegio sindacale può inoltre, dal 2005, proporre l'azione sociale di responsabilità. La Cassazione ha stabilito, che la violazione dei doveri di vigilanza, diligenza, correttezza e buona fede, sussiste anche nella condotta omissiva, quale è la mancata rilevazione di violazioni macroscopiche da parte degli amministratori, ovvero nella mancata reazione a condotte di dubbia legittimità, ad esempio informandone l'assemblea degli azionisti.
Nel settore bancario e finanziario, i sindaci hanno facoltà di rivolgere, anche individualmente, richieste di informazione direttamente agli organi di amministrazione e controllo delle società controllate (TUF, art. 151), facoltà che è prassi diffusa anche in altri settori. Fra gli altri obblighi, il Collegio dei Sindaci vigila: sulle modalità di concreta attuazione delle regole di governo societario previste da codici di comportamento redatti da società di gestione di mercati regolamentati o da associazioni di categoria, cui la società, mediante informativa al pubblico, dichiara di attenersi (art. 149). L'attività di vigilanza non si limita ad un mero controllo documentale e di correttezza formale delle scritture contabili e degli altri atti di amministrazione societaria, ma comprende verifiche "sul campo", anche in presenza di specifiche funzioni di audit e controllo di gestione con competenze "concorrenti", nonostante la complessa articolazione organizzativa dell'azienda. Il processo amministrativo segue regole diverse da quello penale. L'onere della prova dell'assenza di nesso causale fra colpa e danno è invertito, ed è posto a carico di sindaci e amministratori (in base all'art. 1218 C.C).
Il Collegio dei Sindaci si differenzia dalla figura del Dirigente Preposto perché i sindaci possono impugnare le delibere e le nomine degli amministratori davanti all'autorità giudiziaria, se difformi da leggi/ regolamenti/ statuti, ma non hanno nessun potere preventivo interno di "veto o di censura" sulle decisioni operative assunte dagli amministratori. In questi aspetti, i sindaci si differenziano dai poteri del Dirigente Preposto alla redazione dei documenti contabili societari, con l. n. 262/2005 introdotto in Italia per tutte le società quotate (aventi l'Italia come Stato di origine), e in misura limitata alle funzioni di controllo sull'informativa contabile e finanziaria (art. 154-bis TUF).
I principi di revisione contabile italiani e internazionali obbligano sindaci e revisori a verificare e ad acquisire elementi di prova relativamente alle giacenze di magazzino soltanto se il valore delle rimanenze è significativo per il bilancio, ad esempio in percentuale al fatturato, o come variazione attendibile anno su anno.

## Funzioni e competenze
Il controllo del collegio sindacale è un controllo di legalità perché i sindaci verificano il rispetto della legge e dello statuto e possono impugnare dinanzi al tribunale le delibere non conformi alla legge e allo statuto. Inoltre essi verificano l'adeguatezza dell'organizzazione amministrativa e contabile e la corretta amministrazione della società segnalando all'assemblea eventuali fatti rilevanti. I sindaci possono denunciare al tribunale eventuali irregolarità riscontrate nella gestione.
Fino alla riforma societaria del 2003 avevano ampi compiti nelle società non quotate anche per ciò che riguardava il controllo contabile, compiendo una sorta di revisione interna del bilancio su cui riferivano con apposita relazione all'assemblea. La loro competenza si è notevolmente ristretta oggi poiché l'art. 2409 bis c.c. prevede che la revisione del bilancio può essere affidata al collegio sindacale solo nelle società che non fanno ricorso al mercato del capitale di rischio e non redigono il bilancio consolidato. In questi casi il collegio sindacale è composto interamente da revisori contabili. In tutti gli altri casi, dopo l'emanazione del d.lgs. 27 gennaio 2010, n. 39 e del d.lgs. 27 luglio 2016, n. 135, il controllo contabile è affidato a soggetti esterni, revisori o società di revisione e il controllo del collegio sul bilancio è sostanzialmente formale.
L'art. 2386, comma 5, del codice civile prevede che se vengono a cessare l'amministratore unico o tutti gli amministratori, l'assemblea per la nomina dell'amministratore o dell'intero consiglio deve essere convocata d'urgenza dal collegio sindacale, il quale può compiere nel frattempo gli atti di "ordinaria amministrazione". In alcune circostanze stabilite dalla legge, l'organo di controllo della società può svolgere atti amministrativi, che sarebbero di per sé di competenza dell'organo amministrativo vero e proprio. Infatti la norma considera questa ipotesi di assoluta impossibilità di continuare ad esercitare le funzioni gestorie da parte dell'amministratore. La norma in questione si applica di fronte ad una causa improvvisa e totalitaria di impossibilità per l'amministratore, o per il consiglio, di continuare regolarmente ad operare.
Nel momento in cui il collegio sindacale si trova nelle condizioni di dover sostituire l'organo amministrativo nelle sue funzioni, la legge prevede che l'avvicendamento a tale incarico debba avvenire in relazione solo e limitatamente agli atti di ordinaria amministrazione. In linea generale, possono essere definiti atti di ordinaria amministrazione tutte quelle attività rientranti nella tipologia di attività semplici di impresa esercitata abitualmente dalla società che viene amministrata. In altre parole, sono individuati in questa categoria tutti gli atti e i fatti classificabili nella normale attività della società, la quale, per poterli attuare, necessita dell'intervento degli amministratori. Si tratta, pertanto, per i sindaci, amministratori pro-tempore della società, di far continuare il normale svolgimento dell'attività societaria nel concetto più semplice e più elementare possibile. Secondo una stretta interpretazione, ai sindaci amministratori, spetterebbe il compito di compiere tutti quei fatti necessari alla conservazione del patrimonio o al suo miglioramento e, in tale caso, non rientrerebbero dunque quegli atti deliberativi dai quali potrebbero scaturire nuove attività o nuove operazioni di gestione, di significativa importanza.
Rispetto all'obbligo di redigere il bilancio, se il periodo in cui l'organo amministrativo dovesse cessare in quello in cui deve essere redatto il bilancio d'esercizio della società, la dottrina ritiene che sarebbe troppo oneroso e impegnativo per il collegio sindacale compiere nel frattempo gli atti di ordinaria amministrazione e quindi, fra le altre cose, redigere il bilancio. Occorre sottolineare un potenziale "conflitto di interesse" nell'attività svolta, in tale particolare situazione, dal collegio sindacale. Sui medesimi soggetti graverebbero incarichi sia di gestione che di doppio controllo (legale e contabile), che potrebbero talvolta anche essere confliggenti tra loro.
Al collegio sindacale può anche essere attribuita la competenza in materia di vigilanza sui modelli organizzativi di prevenzione dei reati nelle società per reati compiuti dal personale e soprattutto dagli organi apicali, secondo quanto disposto dal d.lgs 8 giugno 2001, n. 231.